# Chilly Gonzales
Jason Charles Beck (født 20. marts 1972), bedre kendt som Chilly Gonzales, er en dj, producer og musiker fra Canada. Han vandt en Grammy Award for årets album i 2013 for sit arbejde med Daft Punks Random Access Memories.

## Diskografi
- The Entertainist (2000)
- Presidential suite (2002)
- Solo Piano (2004)